# Çağrı Dişsiz
Çağrı Buğra Dişsiz (* 10. August 1997 in Mersin) ist ein türkischer Fußballspieler.

## Karriere
Dişsiz begann mit dem Vereinsfußball in der Jugend von Altay İzmir. Hier erhielt er im Januar 2014 einen Profivertrag und gehörte fortan neben seinen Einsätzen in den Nachwuchs- und Reservemannschaften auch dem Profikader an. Sein Profidebüt gab er am 20. Februar 2016  in der Viertligabegegnung gegen Kozan Belediyespor. Für die Saison 2017/18 wurde er an den Viertligisten Utaş Uşakspor und für die Saison 2019/20 an den Drittligisten Zonguldak Kömürspor ausgeliehen.

## Erfolge
Mit Altay İzmir
- Play-off-Sieger der TFF 3. Lig und Aufstieg in die TFF 2. Lig: 2016/17